# Jun Tamano
Jun Tamano (født 19. juni 1984) er en tidligere japansk fodboldspiller.
Han har spillet for flere forskellige klubber i sin karriere, herunder Tokyo Verdy og Tokushima Vortis.